# 伊礼原遺跡
伊礼原遺跡（いれいばるいせき）は、沖縄県中頭郡北谷町に存在する複合遺跡。縄文時代早期から晩期に形成された低湿地帯の生活遺構と、縄文時代中期から弥生時代並行期に形成された砂丘帯の生活遺構からなる。国の史跡。

## 概要
1996年（平成8年）に発見された遺跡である。
約7000年前の縄文時代早期に人の居住が始まった。約4000年前と約2000年前の土層に津波が襲来した痕跡がある。
800年前にはマングローブ林となっており、沖縄戦前には水田となっていた。
木製の笊や石斧の柄が出土しており、これらは沖縄県の遺跡から見つかった最古の木製品である。2010年（平成22年）2月22日に国の史跡に指定された。